# Ken Cole
Ken Cole, né le 15 octobre 1943, à Sydney, en Australie, est un ancien joueur australien de basket-ball.